# موشویتس
موشویتس (به آلمانی: Muschwitz) یک منطقهٔ مسکونی در آلمان است که در لوتسن واقع شده‌است. موشویتس ۱٬۱۳۵ نفر جمعیت دارد.